# Robin Primário

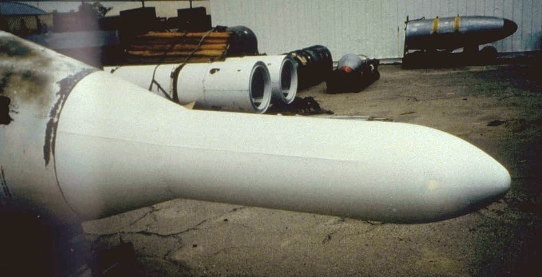
W47 uma portadora do Robin, observe na sua extremidade um formato oval, característico do Robin

Robin Primário e um modelo de primário utilizado em varias armas termonucleares dos Estados Unidos durante a Guerra Fria segundo Chuck Hansen.
Primário é um termo para a bomba de fissão usada para iniciar a reação ao comprimir o secundário.
Ele foi utilizado para as ogivas termonucleares W47 e W38, e o fosso foi utilizado na arma de fissão pura W45.
É muito confundida com a ogiva W48, isso porem é um erro.

## Progenitor
O Robin é uma versão menor do dispositivo Swan, que foi testado duas vezes, primeiro em 26 de junho de 1956 sobre a alcunha de Inca, e outra vez em 2 de julho de 1956 como sendo o primario de uma arma termonuclear(sendo então uma versão do Robin).
Eles tem um design inovador, sendo os primeiros dos Estados Unidos a utilizar a implosão de dois pontos em fosso com material para fusão dentro.

## Referencias
- Beware the old story por Chuck Hansen
- Bulletin of the Atomic Scientists
- United States Nuclear Tests July 1945 to 31 December 1992
- Designations Of U.S. Nuclear Weapons